# 그리스도에 대한 애도 (만테냐)
그리스도에 대한 애도 (죽은 그리스도에 대한 애도, 죽은 그리스도)는 이탈리아 르네상스 화가 안드레아 만테냐가 그린 1480년경의 그림이다. 이 작품의 연대에 대해서는 논란이 있지만 1475년~1501년 사이, 아마도 1480년대 초에 완성되었을 것으로 추정된다. 대리석 석판 위에 누워있는 그리스도의 신체를 묘사하고 있으며, 주변에는 예수의 죽음을 애도하는 성모 마리아, 성 요한, 성 막달라 마리아가 지켜보고 있다.

## 상세
그리스도에 대한 애도라는 주제 자체는 중세 미술과 르네상스 미술에서 흔히 볼 수 있으나 이 그림처럼 '그리스도의 기름부음'이라는 주제를 다룬 것은 당대에는 드물었다. 애도화에서는 애도자와 시신 사이에 훨씬 더 적극적인 접촉이 이뤄지는 모습을 묘사한다. 
만테냐의 《그리스도에 대한 애도》는 빛과 그림자의 풍부한 대비와 더불어 파토스의 감정이 깊숙히 들어가 있다. 특히 예수의 흉부와 같은 해부학적 세부묘사를 강조하며, 누워 있는 인물에 단축법을 적용하고 극화된 원근법으로 장면의 사실성과 비극성을 강화한다.  그리스도의 손발에 난 구멍과 두 애도객의 얼굴은 이상주의나 수사학에 대한 양보 없이 있는 그대로의 묘사다. 시체를 덮고 있는 날카로운 베일은 극적인 효과를 더한다.
그림 속의 구도는 예수의 성기 부분을 중앙에 두고 있는데 이 같은 중점은 레오 스타인버그 등이 지적하였듯 예수의 인성에 대한 신학적 강조와 관련되어 있는 당대의 예수상, 특히 유아기의 예수상에서 자주 볼 수 있는 선택이다. 그림 속의 배경은 영안실처럼 좁고 어둡고 음침하게 처리함으로서 확실히 시신을 뉘어놓는 공간임을 드러내고 있다.